# Сталинские премии по Постановлению СМ СССР № 4964-2148сс/оп (06.12.1951)
Сталинские премии по Постановлению СМ СССР № 4964-2148сс/оп (06.12.1951):
- Постановление СМ СССР № 4964-2148сс/оп «О награждении и премировании за выдающиеся научные работы в области использования атомной энергии, за создание новых видов изделий РДС, достижения в области производства плутония и урана-235 и развития сырьевой базы для атомной промышленности» вышло 6 декабря 1951 г. под грифом «Совершенно секретно»

## Вступительная часть
Совет Министров Союза ССР отмечает, что в результате усилий ученых, конструкторов, инженеров, руководящих работников, рабочих и служащих атомной промышленности за истекшие два года достигнуты новые серьезные  успехи в деле дальнейшего развития работ по использованию атомной энергии, а именно:
— успешно выполнено задание Правительства по созданию новых конструкций мощных изделий РДС;
— освоено промышленное получение урана-235 диффузионным способом, дающим более глубокую выработку урана-235 из природного урана в сравнении с использованием урана при производстве плутония;
 Учитывая исключительные заслуги перед Советской родиной в деле решения проблемы использования атомной энергии и в соответствии с Постановлением Совета Министров СССР от 21 марта 1946 г. № 627—258*, Совет Министров Союза ССР постановил присудить Сталинские премии:

## I
- За разработку конструкции изделий РДС с уменьшенным весом и разработку конструкции с составным зарядом:

Курчатов, Игорь Васильевич, академик, Харитон, Юлий Борисович, член-корреспондент Академии наук СССР, Бочвар, Андрей Анатольевич, академик, Щелкин, Кирилл Иванович, доктор физико-математических наук, и Духов, Николай Леонидович, заместитель главного конструктора, — Сталинская премия первой степени в размере 200000 руб. (на всех).
 2. Заведующие лабораториями:
- Забабахин, Евгений Иванович, кандидат физико-математических наук,
- Боболев, Василий Константинович, кандидат химических наук,
- Некруткин, Виктор Михайлович, кандидат технических наук,
- Бессарабенко, Алексей Константинович, директор опытного завода — Сталинская премия первой степени в размере 150000 руб. (на всех).

 3.
- Зельдович, Яков Борисович, член-корреспондент Академии наук СССР,
- Негин, Евгений Аркадьевич, кандидат физико-математических наук,
- Франк-Каменецкий, Давид Альбертович, доктор физико-математических наук,
- Гаврилов, Виктор Юлианович, научный сотрудник,
- Семендяев, Константин Адольфович, заведующий вычислительным бюро Математического института Академии наук СССР,
- Жуков, Анатолий Иванович, научный сотрудник,
- Дмитриев, Николай Александрович, научный сотрудник — Сталинская премия первой степени в размере 150000 руб. (на всех) за участие в решении теоретических вопросов при разработке конструкции изделия РДС.

 4.
- Терлецкий, Николай Александрович, заведующий конструкторским отделом,
- Гречишников, Владимир Фёдорович, заведующий конструкторской группой,
- Феоктистова, Екатерина Алексеевна, кандидат технических наук,
- Васильев, Михаил Яковлевич, кандидат технических наук,
- Есин, Павел Алексеевич, инженер,
- Матвеев, Сергей Николаевич, заместитель заведующего лабораторией,
- Жучихин, Виктор Иванович, научний сотрудник,
- Ломинский, Георгий Павлович, начальник опытного объекта,
- Леутин, Павел Григорьевич, ведущий инженер,
- Пальцев, Василий Илларионович, инженер-конструктор, — Сталинская премия второй степени в размере 100000 руб. (на всех) за участие в разработке важнейших узлов изделия РДС.

 5.
- Захаренков, Александр Дмитриевич ,
- Цырков, Георгий Александрович,
- Казаченко, Николай Александрович — научные сотрудники,
- Абрамов, Анатолий Иванович, инженер-конструктор,
- Герасимов, Аркадий Петрович, начальник конструкторского отдела,
- Рыбаков, Николай Семёнович,
- Фишман, Давид Абрамович, старшие инженеры-конструкторы, — Сталинская премия второй степени в размере 100000 руб. (на всех) за участие в разработке центральной части изделия РДС.

 6.
- Комельков, Владимир Степанович, кандидат физико-математических наук,
- Кочарянц, Самвел Григорьевич, кандидат технических наук,
- Алексеев, Иван Васильевич, заведующий конструкторским отделом,
- Голованов, Дмитрий Адамович, старший инженер-исследователь,
- Буянов, Владимир Петрович, старший техник,
- Профе, Виктор Андреевич,
- Сафонов, Михаил Алексеевич, инженеры-конструкторы, — Сталинская премия второй степени в размере 100000 руб. (на всех) за участие в разработке системы инициирования изделия РДС.

 7.
- Авилкин, Михаил Михайлович,
- Хаймович, Илья Абрамович, руководители групп,
- Маслов, Николай Георгиевич, начальникуконструкторского отдела,
- Маклаков, Афанасий Фёдорович, главный инженер завода,
- Кудрявцев, Олег Константинович, главный инженер ОКБ,
- Михайлов, Лазарь Андреевич, заместитель начальника ОКБ,
- Николаев, Василий Петрович, инженер, — Сталинская премия третьей степени в размере 50 000 руб. (на всех) за участие в разработке бародатчика и системы приема давления.

 8.
- Барков, Николай Сергеевич, кандидат технических наук,
- Карякин, Владимир Иванович, инженер
- Андронов, Евгений Петрович, инженер, — Сталинская премия третьей степени в размере 50 000 руб. (на всех) за участие в разработке специальной испытательной аппаратуры.

 9.
- Белкин, Михаил Васильевич,
- Можайченко, Валентина Николаевна,
- Голяев, Иван Георгиевич,
- Смирнов, Николай Александрович, инженеры,
- Самойлов, Михаил, Иванович, старший мастер,
- Кузьмин, Владимир Алексеевич, токарь,
- Кораблёв, Алексей Иванович, технолог,
- Крылов, Александр Васильевич, мастер, — Сталинская премия третьей степени в размере 50 000 руб. (на всех) за организацию производства узлов изделий РДС.

 10.
- Садовский, Михаил Александрович, кандидат физико-математических наук,
- Старик, Иосиф Евсеевич, член-корреспондент Академии наук СССР,
- Шнирман, Георгий Львович, кандидат физико-математических наук,
- Кевлишвили, Павел Васильевич, старший инженер,
- Болятко, Виктор Анисимович, генерал-майор инженерных войск,
- Малютов, Борис Михайлович, инженер-полковник,
- Степанов, Борис Михайлович, кандидат технических наук,
- Соколик, Анатолий Иониасович, кандидат технических наук,
- Воеводский, Андрей Александрович, инженер-полковник,
- Ремезов, Игорь Владимирович, инженер-подполковник,
- Давыдов, Сергей Львович, инженер-подполковник,
- Гаврилко, Анатолий Константинович, инженер-майор, — Сталинская премия второй степени в размере 100000 руб. (на всех) за участие в разработке методов испытаний и проведении испытаний изделий РДС.

11.
- Ершова, Зинаида Васильевна, кандидат технических наук,
- Новосёлов, Георгий Петрович, инженер,
- Ульянова, Екатерина Сергеевна, инженер,
- Зив, Давид Моисеевич, кандидат химических наук,
- Дмитриев, Михаил Васильевич, научный сотрудник, — Сталинская премия второй степени в размере 100000 руб. (на всех) за разработку промышленного метода получения полония.

## II
- За успешное руководство работами по развитию атомной промышленности:

 12.
- Ванников, Борис Львович, Завенягин, Авраамий Павлович, Славский, Ефим Павлович, Махнев, Василий Алексеевич и Павлов, Николай Иванович — Сталинская премия первой степени в размере 150000 руб. (на всех);
- Емельянов, Василий Семёнович, Александров, Анатолий Сергеевич, Петросьянц, Андроник Мелконович, Мешик, Павел Яковлевич, Зверев, Александр Дмитриевич, Поздняков, Борис Сергеевич и Зернов, Павел Михайлович — Сталинская премия второй степени в размере 100000 руб. (на всех).

## III
- За разработку и промышленное освоение производства урана-235 методом газовой диффузии:

 13
- Присвоить Кикоину Исааку Кушелевичу, члену-корреспонденту Академии наук СССР, звание лауреата Сталинской премии первой степени.

14. Ведущим руководителям работ по разделений изотопов урана диффузионным методом :
- Соболев, Сергей Львович, академик,
- Якутович, Михаил Васильевич, кандидат физико-математических наук,
- Карпачёв, Сергей Васильевич, доктор химических наук,
- Симоненко, Данил Лукич, кандидат физико-математических наук,
- Миллионщиков, Михаил Дмитриевич, доктор технических наук,
- Смородинский, Яков Абрамович, кандидат физико-математических наук,
- Обухов, Владимир Семёнович, научный сотрудник, — присвоить звание лауреатов Сталинской премии первой степени.

Премировать тт. Соболева СЛ., Якутович М. В., Карпачева СВ., Симоненко Д. Л., Миллионщикова М. Д., Смородинского Я. А. и Обухова B.C. суммой 250 тыс. руб. (на всех).
15. Присвоить звание лауреатов Сталинской премии первой степени:
- Савин, Анатолий Иванович, главный конструктор,
- Аркин, Элиазар-Симон Аронович, главный конструктор,
- Синев, Николай Михайлович, инженер,
- Чёрный, Виктор Яковлевич, заместитель главного конструктора,
- Захарьин, Алексей Иванович, главный инженер завода,
- Соколов, Алексей Ефимович,
- Бородкин, Константин Васильевич, инженер. Премировать суммой 350 тыс. руб. (на всех) за разработку диффузионных машин и освоение их производства.

За успешную организаций производства диффузионных машин присудить Сталинскую премию первой степени в размере 150000 руб. (на всех):
- Малышев, Вячеслав Александрович, член Научно-техническый совета Первого главного управления при Совете Министров СССР,
- Рябиков, Василий Михайлович, быв. заместитель министра вооружения,
- Елян, Амо Сергеевич, быв. директор завода,
- Смирнов, Николай Иванович, директор завода,
- Максименко, Владимир Дмитриевич, директор завода.

 16. Присвоить звание лауреатов Сталинской премии второй степени:
- Черномордик, Евгений Наумович, заместитель главный конструктора,
- Калинин, Александр Семёнович,
- Осташов, Всеволод Помпеевич,
- Муринсон, Ефим Абрамович,
- Сорокин, Николай Александрович,
- Фильштейн, Аркадий Зиновьевич, инженеры, премировать суммой 175000 руб. (на всех) за участие в разработке конструкции диффузионных машин.

 17. Присвоить ведущим руководителям работ по освоений промышленный производства урана-235:
 т. Чурину Александру Ивановичу, директору комбината, звание Героя Социалистического Труда и звание лауреата Сталинской премии первой степени;
 т. Родионову Михаилу Петровичу, главному инженеру комбината, звание лауреата Сталинской премии первой степени и наградить орденом Ленина;
Присвоить звание лауреатов Сталинской премии второй степени за участие в работах по освоению производства урана-235 и премировать суммой 125 тыс. руб. (на всех):
- Алявдин, Николай Васильевич,
- Морохов, Игорь Дмитриевич,
- Ерошов, Михаил Ефимович, инженеры,
- Саголович, Наум Маркович, заместитель начальника производства,
- Согомонян, Ричард Амаякович, инженер.

18.
- Пушкин, Василий Дмитриевич, инженер,
- Микулович Павел Степанович, инженер,
- Бортников, Иван Николаевич, инженер,
- Жигаловский, Борис Всеволодович, научный сотрудник,
- Колокольцев, Никита Александрович, кандидат физико-математических наук,
- Летемин, Григорий Георгиевич, инженер,
- Алейников, Борис Фёдорович, инженер,
- Марциоха, Александр Семёнович, инженер, — Сталинская премия второй степени в размере 100 тыс. руб. (на всех) за участие в работах по освоений промышленный производства урана-235.

 19.
- Третьяков, Всеволод Иванович, инженер,
- Блатов, Владимир Дмитриевич, директор комбината,
- Левин, Григорий Нисонович, главный инженер комбината,
- Пархунов, Павел Михайлович, инженер,
- Гарьянов, Фёдор Кузьмич, инженер, — Сталинская премия первой степени в размере 150 тыс. руб. (на всех) за разработку технологии изготовления плоских фильтров для диффузионных машин.

20.
- Тиссен, Петер, профессор,
- Бурдиашвили, Шалва Сабович,
- Циль, Людвиг,
- Трубников, Роман Алексеевич,
- Ольшевский, Всеволод Юлианович, инженеры, — Сталинская премия первой степени в размере 150 тыс. руб. (на всех) за разработку технологии производства трубчатых фильтров для диффузионных машин.

 21.
- Рейхман, Рейнгольд Эрнст (посмертно), инженер,
- Ермин, Владимир Никодимович, инженер,
- Каржавин, Всеволод Александрович, доктор химических наук,
- Ермина, Наталья Николаевна, старший научный сотрудник,
- Глинский, Константин Васильевич, научный сотрудник,
- Любимцев, Алексей Иванович, инженер,
- Агиносова, Маргарита Сергеевна, инженер, — Сталинская премия первой степени в размере 150000 руб. (на всех) за разработку технологии производства керамических трубчатых фильтров для диффузионных машин.

 22.
- Барвих, Гайнц, доктор физико-математических наук,
- Герц, Густав, профессор,
- Крутков, Юрий Александрович, доктор физико-математических наук, — Сталинская премия второй степени в размере 100000 руб. (на всех) за проведение теоретических исследований устойчивости процесса газовой диффузии в каскадах диффузионных машин.

 23.
- Фрумкин, Александр Наумович, академик,
- Савельев, Игорь Владимирович, кандидат физико-математических наук,
- Воскобойник, Давид Израилевич, кандидат физико-математических наук,
- Волков, Василий Христович, старший научный сотрудник,
- Долин, Пётр Иванович, кандидат химических наук,
- Николаев, Николай Сергеевич, кандидат химических наук,
- Малюга, Дмитрий Петрович, научный сотрудник,
- Соколова, Зинаида Ивановна, инженер,
- Бурштейн, Ревекка Хаймовна, доктор химических наук,
- Привалов, Авенир Авксентьевич, инженер,
- Карякин, Юрий Викторович, профессор, — Сталинская премия второй степени в размере 100000 руб. (на всех) за разработку методов борьбы с коррозией на диффузионном заводе.

24.
- Каменев, Евгений Михайлович, старший научный сотрудник,
- Котов, Николай Павлович, инженер,
- Воинов, Евгений Михайлович, инженер,
- Швелидзе, Николай Давидович, инженер,
- Райхман, Макс Леонидович, инженер,
- Поляков, Иван Николаевич, шеф-мастер,
- Павлов, Пётр Алексеевич, директор завода,
- Матвеев, Николай Константинович, начальник Особого конструкторского бюро, — Сталинская премия второй степени в размере 100000 руб. (на всех) за научные и конструкторские работы по контролю технологического процесса диффузионного завода.

25.
- Взоров, Михаил Михайлович, главный инженер проекта,
- Чекалов, Виталий Фёдорович,
- Чухраев, Михаил Иванович,
- Майзель, Шмуил Шлёмович,
- Крупоткин, Даниил Наумович,
- Водопьянов, Герман Григорьевич,
- Бройдо, Исаак Семёнович, инженеры, — Сталинская премия второй степени в размере 100 тыс. руб. (на всех) за разработку проекта комбината № 813 по производству урана-235.

 26.
- Алексеев, Борис Александрович, доктор технических наук,
- Постовский, Исаак Яковлевич, доктор химических наук,
- Кудряшов, Дмитрий Григорьевич, научный руководитель института,
- Колотухин, Александр Трофимович, научный сотрудник,
- Рождественский, Борис Александрович, инженер,
- Зверев, Борис Петрович, инженер,
- Лундин, Борис Николаевич,
- Федулов, Александр Савельевич, инженеры,
- Эльский, Владимир Никандрович, начальник цеха,
- Соловьев, Алексей Иванович, начальник цеха, — Сталинская премия второй степени в размере 100000 руб. (на всех) за разработку технологии производства шестифтористый урана и новых типов смазочных масел, устойчивых в среде шестифтористый урана.

27.
- Векшинский, Сергей Аркадьевич, член-корреспондент Академии наук СССР,
- Меньшиков, Михаил Иванович, научный сотрудник,
- Игнатовский, Юрий Александрович,
- Мейзеров, Илья Вениаминович,
- Сокольский, Владимир Васильевич, инженеры, — Сталинская премия второй степени в размере 100000 руб. (на всех) за разработку высокочувствительных течеискателей.

 28.
- Андросов, Григорий Васильевич, инженер,
- Дерюгин, Валентин Поликарпович, техник,
- Девятов, Виталий Константинович,
- Цветков, Алексей Васильевич,
- Бахвалов, Иван Григорьевич, инженеры, — Сталинская премия второй степени в размере 100000 руб. (на всех) за разработку конструкции подшипников к диффузионным машинам.

 29.
- Вирц, Гюнтер,
- Тима, Герберт, докторы,
- Соколов, Владимир Степанович,
- Решетников, Фёдор Григорьевич,
- Стерлин, Яков Моисеевич,
- Самойлов, Андрей Григорьевич,
- Дерягин, Павел Ильич, инженеры, — Сталинская премия второй степени в размере 100000 руб. (на всех) за разработку технологии производства урана-235 высокой чистоты и изготовления изделий из него.

  30.
- Будников, Пётр Петрович, действительный член Академии наук УССР,
- Тресвятский, Сергей Глебович,
- Володин, Павел Леонтьевич,
- Тренин, Леонид Иванович,
- Дунский Михаил Александрович,
- Вяткина, Наталья Викторовна, инженеры, — Сталинская премия третьей степени в размере 50 000 руб. (на всех) за разработку и внедрение в производство технологии изготовления огнеупорных изделий для получения плутония и урана-235.

## IV
- За научно-техническое руководство проектными и конструкторскими работами заводов № 2 и 4 и успешное освоение комбината № 817:

 31.
- Музруков, Борис Глебович, директор комбината,
- Мишенков, Григорий Васильевич, главный инженер комбината,
- Наумов, Николай Семёнович, заместитель главного инженера комбината,

и заместители научного руководителя работ:
- Александров, Анатолий Петрович, член-корреспондент Академии наук СССР,
- Фурсов, Василий Степанович, кандидат физико-математических наук,
- Виноградов, Александр Павлович, член-корреспондент Академии наук СССР, — Сталинская премия первой степени в размере 150000 руб. (на всех).

 32.
- Макаров, Александр Иванович,
- Меркин, Владимир Иосифович,
- Коняев, Иван Иванович,
- Зайцев, Михаил Дмитриевич,
- Смирнов, Сергей Дмитриевич,
- Николаев, Михаил Михайлович,
- Локтев, Георгий Николаевич,
- Старобин, Эммануил Евсеевич,
- Кудряшов, Анатолий Александрович,
- Николаев, Николай Николаевич,
- Мовшевич, Зяма Моисеевич, инженеры, — Сталинская премия второй степени в размере 100000 руб. (на всех) за участие в проектно-конструкторских работах по заводам № 2 и 4.

33.
- Задикян, Аршак Амаякович, инженер,
- Займовский, Александр Семёнович, профессор,
- Семёнов, Николай Анатольевич,
- Архипов, Николай Николаевич,
- Козлов Николай Иванович,
- Юровский, Леонид Алексеевич,
- Кругликов, Геронтий Васильевич,
- Зуев, Василий Степанович,
- Иванов, Николай Иванович,
- Степанов, Николай Дмитриевич,
- Логиновский, Феоктист Елисеевич, инженеры,
- Дубовский, Борис Григорьевич, научный руководитель завода,
- Егоров, Ростислав Васильевич,
- Померанцев, Глеб Борисович, инженеры,
- Черняев, Илья Ильич, академик,
- Тананаев, Иван Владимирович, член-корреспондент Академии наук СССР,
- Гельман, Анна Дмитриевна, доктор химических наук, — Сталинская премия второй степени в размере 100000 руб. (на всех) за участие в освоении производства плутония и организаций новых производств на комбинате № 817.

 34. За успешное руководство строительством предприятий атомной промышленности:
- Богатов, Пётр Павлович, инженер-капитан,
- Грешнов, Александр Капитонович, инженер-майор,
- Комаровский, Александр Николаевич, генерал-майор,
- Сапрыкин, Василий Андреевич, инженер-полковник,
- Царевский, Михаил Михайлович, генерал-майор,
- Честных, Павел Павлович, полковник,
- Чистяков, Василий Константинович, инженер-капитан, — Сталинская премия первой степени в размере 150000 руб. (на всех);

35.
- Голдин, Николай Васильевич,
- Карибский, Валентин Владимирович,
- Николаевский Ефим Яковлевич,
- Найдич, Иосиф Пейсехович,
- Бакин, Борис Владимирович,
- Маранц, Григорий Аронович,
- Герасименко Пётр Андреевич,
- Данилин, Виктор Константинович,
- Бурнашов, Александр Николаевич,
- Кожевников, Филипп Ильич, инженеры, — Сталинская премия второй степени в размере 100000 руб. (на всех) за успешное руководство скоростным монтажом металлоконструкций, электрических систем, автоматического и дистанционного управления атомных котлов и химического производства.

36.
- Пономарёв, Александр Сергеевич, инженер,
- Кубряков, Павел Иванович, заместитель главного инженера,
- Липовецкий, Лазарь Моисеевич, главный инженер,
- Драбкин, Александр Израйлевич, инженер,
- Кравченко, Сергей Евграфович,
- Емельянов, Григорий Михайлович, старшие прорабы,
- Золотухин, Григорий Андреевич, начальник участка,
- Анагров, Николай Диевич, старший инженер,
- Белавин, Леонид Иванович, главный инженер,
- Мисютин, Иван Семёнович, инженер,
- Поздняков, Владимир Иванович, управляющий трестом, — Сталинская премия второй степени в размере 100000 руб. (на всех) за успешное руководство скоростным монтажом электрических систем, автоматики, контрольно-измерительных приборов и металлоконструкций комбината № 813.

## V
- За разработку проекта и сооружение мощный синхроциклотрона .

 37. Руководители работ по проектирований и сооружений мощного синхроциклотрона
- Мещеряков, Михаил Григорьевич, доктор физико- математических наук,
- Ефремов, Дмитрий Васильевич, профессор,
- Минц, Александр Львович, член-корреспондент Академии наук СССР, — Сталинская премия первой степени в размере 150000 руб. (на всех).

 38.
- Иванов, Порфирий Порфирьевич, инженер,
- Невяжский, Исаак Харитонович, доктор технических наук,
- Комар, Евгений Григорьевич, инженер,
- Луполов, Виктор Михайлович,
- Гуревич Лев Моисеевич,
- Басалаев, Михаил Иванович,
- Поляков, Борис Исаакович,
- Титов, Николай Кондратьевич,
- Стрельцов, Николай Семёнович,
- Федотов, Георгий Митрофанович,
- Гашев, Михаил Александрович,
- Моносзон, Наум Абрамович,
- Рошаль, Григорий Яковлевич,
- Грицков, Борис Ефимович,
- Гордейчик, Григорий Степанович,
- Малышев, Иван Фёдорович, инженеры, — Сталинская премия второй степени в размере 100000 руб. (на всех) за участие в проектировании, разработке и изготовлении элементов мощного синхроциклотрона.

 39.
- Лепилов, Александр Павлович, начальник строительства,
- Джелепов, Венедикт Петрович, кандидат физико-математических наук,
- Честный, Алексей Владимирович,
- Мещеряков, Константин Назарович,
- Жилкинский, Борис Сергеевич,
- Седов, Иван Петрович, инженеры,
- Новожилов, Владимир Фёдорович, бригадир сборщиков,
- Ковчев, Дмитрий Тимофеевич, архитектор,
- Флёров, Сергей Фёдорович,
- Александров, Николай Сергеевич,
- Катышев, Вениамин Семёнович,
- Кропин, Александр Анатольевич,
- Вахромеев, Аркадий Георгиевич,
- Замолодчиков, Борис Иванович, инженеры,
- Будкер, Герш Ицкович, кандидат физико-математических наук,
- Григорьев, Евгений Леонтьевич,
- Реут, Анатолий Александрович, научные сотрудники, — Сталинская премия второй степени в размере 100000 руб. (на всех) за участие в строительстве, монтаже, пуске и освоении мощного синхроциклотрона.

 40.
- Векслер, Владимир Иосифович, член-корреспондент Академии наук СССР, — Сталинская премия первой степени в размере 150000 руб. за разработку новых физических принципов ускорения частиц до сверхвысоких энергий и научное руководство работами по созданий синхротронов на энергии до 250 млн электронвольт и представить его к награждений орденом Ленина.

 41.
- Комар, Антон Пантелеймонович, действительный член Академии наук УССР,
- Черенков, Павел Алексеевич, доктор физико-математических наук,
- Блинов, Кузьма Иванович, главный инженер лаборатории,
- Рабинович, Матвей Самсонович, кандидат физико-математических наук,
- Писарев, Валерий Евгеньевич, научный сотрудник,
- Меженинов, Алексей Юрьевич, начальник конструкторского бюро,
- Веселов, Алексей Петрович,
- Кронгауз, Юлий Семёнович,
- Богословский, Андрей Дмитриевич (посмертно),
- Андреев, Фёдор Андреевич, инженеры,
- Петров, Василий Николаевич, мастер, — Сталинская премия второй степени в размере 100000 руб. (на всех) за участие в разработке проекта, изготовлении оборудования и пуске синхротрона.

## VI
- За развитие и освоение сырьевой базы урана, усовершенствование технологии производства металлическый урана из концентратов и диацетата и проектирование металлургических заводов по производству урана:

 42. За успешное руководство работами по развитию сырьевой базы урановой промышленности:
- Антропов, Пётр Яковлевич,
- Мальцев, Михаил Митрофанович,
- Красников, Владимир Иванович,
- Нифонтов, Борис Иванович,
- Карпов, Николай Борисович — Сталинская премия первой степени в размере 150000 руб. (на всех).

 43.
- Белов, Александр Романович, директор завода,
- Галкин, Николай Петрович,
- Зайцев, Степан Иванович, инженеры,
- Турин, Михаил Михайлович, кандидат химических наук (посмертно),
- Киселёв, Иван Алексеевич,
- Курылев, Александр Павлович,
- Петров, Арсений Феодосьевич,
- Середа, Глеб Аркадьевич, инженеры, — Сталинская премия третьей степени в размере 50000 руб. (на всех) за усовершенствование технологии производства металлического урана из концентрата и диацетата.

44.
- Вельский, Пётр Ефимович,
- Бершицкий, Михаил Давыдович,
- Павлычев, Александр Анатольевич,
- Усачёв, Лев Александрович,
- Безыменский, Борис Яковлевич,
- Глушков, Георгий Иванович,
- Яншин, Сергей Иванович,
- Кушенский, Константин Степанович,
- Сучков, Николай Фёдорович,
- Житченко, Леонид Титович,
- Лобанов, Алексей Иванович,
- Лаговский, Борис Владиславович,
- Ихильчик, Инга Борисовна,
- Арефьев, Владимир Лаврентьевич, инженеры, — Сталинская премия третьей степени в размере 50000 руб. (на всех) за разработку проектов заводов № 12, 544, 906 и комбината № 6.

 45.
- Данильянц, Александр Абрамович,
- Суражский, Даниил Яковлевич, кандидат геолого-минералогических наук,
- Якушов, Николай Александрович,
- Шурупов, Александр Алексеевич,
- Сурикова, Софья Григорьевна,
- Бурдаков, Фёдор Алексеевич,
- Михлин, Семён Григорьевич,
- Солопов, Георгий Георгиевич,
- Слонимский, Яков Борисович,
- Левитский, Андрей Леонидович, инженеры,
- Агошков, Михаил Иванович, профессор, — Сталинская премия второй степени в размере 100000 руб. (на всех) за развитие и освоение сырьевой базы урана в Средней Азии.

 46.
- Аношкин, Михаил Прокофьевич,
- Чубыкин, Георгий Михайлович,
- Ананьин, Алексей Петрович,
- Горбачёв, Виктор Михайлович,
- Святная,  Людмила Петровна,
- Леваков, Борис Васильевич, инженеры,
- Кащев, Николай Фёдорович, кандидат технических наук,
- Фоменко, Николай Михайлович,
- Таранов, Фёдор Сергеевич,
- Орешкин, Георгий Григорьевич,
- Кочинев, Евгений Фёдорович,
- Бурьян, Александр Степанович,
- Москальков, Евгений Фёдорович, инженеры, — Сталинская премия первой степени в размере 150 000 руб. (на всех) за развитие добычи урановых руд в Кривом Роге и за освоение технологии извлечения урана из криворожских руд.

 47.
- Ражев, Михаил Михайлович, горный инженер,
- Волощук, Семён Николаевич, горный инженер,
- Чернышёв, Владимир Васильевич, инженер-геолог,
- Гриб, Владимир Емельянович, кандидат геолого-минералогических наук,
- Воронцов, Александр Емельянович, инженер-геолог,
- Григорян, Рубен Арамаисович,
- Жеребчиков, Иван Васильевич,
- Зайцев, Фёдор Яковлевич, горные инженеры,
- Евдохин, Алексей Григорьевич, инженер-геолог, — Сталинская премия первой степени в размере 150000 руб. (на всех) за открытие, разведку и промышленное освоение новых рудных районов и месторождений урана в Чехословакии с массовым применением скоростных методов проходки горных выработок.

 48.
- Маков, Константин Николаевич, горный инженер,
- Кремчуков, Георгий Алексеевич, инженер-геолог,
- Дубровский, Иван Павлович, инженер-химик,
- Губа, Георгий Ефимович, инженер-технолог, — Сталинская премия второй степени в размере 100000 руб. (на всех) за развитие сырьевой базы урана в Болгарии и за освоение технологии переработки урановых руд на предприятиях Советско-Болгарского горного общества.

## VII
- За открытие и разведку Желтореченскый месторождения урана в Кривом Роге, в соответствии с Постановлением Совета Министров СССР от 21 марта 1946 г. № 628-259 4:

 49. Премировать руководителей работ Белевцева Якова Николаевича, Королева Николая Исидоровича и Кузьменко Василия Ивановича, инженеров-геологов, суммой 100000 руб. (на всех).

 50. Премировать Скуридина Серафима Александровича, Ващенко Вадима Митрофановича, Болдыреву Антонину Михайловну, геологов, и Пятигорского Льва Абрамовича, инженера-геолога, суммой 50000 руб. (на всех) за участие в разведке месторождений.

## VIII
- За открытие и разведку Бештаугорского уранового месторождения на Северном Кавказе, в соответствии с Постановлением Совета Министров СССР от 21 марта 1946 г. № 628—259:

 51. Премировать руководителей работ Живова Сергея Николаевича, инженера-геолога, Мелкова Вячеслава Гавриловича, доктора геолого-минералогических наук, Вилюнова Петра Васильевича, инженера-геолога, суммой 50 000 руб. (на всех).
 Присвоить тт. Живову Сергею Николаевичу, Мелкову Вячеславу Гавриловичу, Вилюнову Петру Васильевичу звание лауреата Сталинской премии второй степени и наградить орденом Ленина.
 52. Премировать Вилюнову Людмилу Павловну, Паца Венедикта Моисеевича, инженеров-геолога, Музыченко Аркадия Спиридоновича, горный инженера, суммой 25 000 руб. (на всех).
 Представить тт. Вилюнову Л. П., Паца В. М., Музыченко А. С. к награждению орденом Трудового Красного Знамени.

## IX
- За открытие и разведку Шакоптарского урановый месторождения в Средней Азии, в соответствии с Постановлением Совета Министров СССР от 21 марта 1946 г. № 626—259 5:

 53. Премировать руководителей работ Пенинского Дмитрия Дмитриевича, геолога, Шевнина Алексея Николаевича, Бочагова Бориса Алексеевича, Максимова Михаила Марковича, инженеров-геологов, суммой 50 000 рублей (на всех).
 Присвоить тт. Пенинскому Дмитрию Дмитриевичу, Шевнину Алексею Николаевичу, Бочагову Борису Алексеевичу, Максимову Михаилу Марковичу звание лауреата Сталинской премии второй степени и наградить орденом Ленина.
 54. Премировать Иванова Михаила Павловича, инженера-геофизика, Миклашевского Леонида Николаевича, техника-геолога, суммой 25 000 руб. (на всех) за участие в разведке месторождения.